# Dia Internacional de les Jutgesses
El Dia Internacional de les Jutgesses és un dia internacional proclamat per les Nacions Unides l’abril de 2021, per primera vegada en la història en l'àmbit de la justícia. Així a partir del 2022, es celebra el 10 de març com el Dia Internacional de les Jutgesses. Des de les Nacions Unides se celebra aquest dia sota el lema “Justícia amb perspectiva de gènere” amb l’objectiu de retre homenatge a aquelles dones que exerceixen el càrrec de jutgesses en els sistemes judicials a nivell mundial i, d’aquesta manera, reafirmar la igualtat de gènere i l'apoderament de les dones en les funcions judicials.